# 小行星1700
小行星1700（1700 Zvezdara）是一颗位於主小行星帶的黑色小行星，直径约21公里。1940年8月27日，塞尔维亚天文学家彼得·久爾科維奇在塞尔维亚贝尔格莱德天文台發現了這顆小行星。 
該小行星以塞爾維亞貝爾格勒的自治市茲韋茲達拉命名。